# Acanthella
Acanthella es un género con 5 especies pertenecientes a la familia Melastomataceae, nativos de Sudamérica tropical. Comprende 5 especies descritas y de estas, solo 2 aceptadas.

## Taxonomía
El género fue descrito por Joseph Dalton Hooker y publicado en Genera Plantarum 1: 748. 1867.

## Especies aceptadas
A continuación se brinda un listado de las especies del género Acanthella aceptadas hasta febrero de 2013, ordenadas alfabéticamente. Para cada una se indica el nombre binomial seguido del autor, abreviado según las convenciones y usos:
- Acanthella pulchra  Gleason. Venezuela
- Acanthella sprucei  Hook. f. Brasil